# Cromlech de M'zora
Le cromlech de M'zora est une enceinte mégalithique, datée par comparaison du Néolithique moyen, située à proximité du village de Chouahed, à 15 kilomètres au sud-est d'Assilah au Maroc. C'est l'unique monument de ce genre connu dans ce pays. Le caractère exceptionnel du site s'est encore accru par l'édification en son centre, vers le IVe siècle av. J.-C., d'un tombeau attribué à un roi maure inconnu, mais dont le souvenir s'est perpétué dans les écrits des auteurs antiques qui l'ont assimilé avec celui du roi Antée.

## Historique
Curieusement Pline, qui décrit pourtant abondamment dans son Histoire Naturelle les villes de la Maurétanie Tingitane, et notamment Tingis, dont il rappelle la fondation par le roi de Libye Antée, ne mentionne jamais le tombeau de celui-ci, mais sur la table de Peutinger le toponyme Gigantes pourrait lui correspondre. La première mention connue figure dans des chroniques portugaises relatant un raid effectué en 1471 depuis la ville d'Arcilla par les soldats portugais qui se seraient reposés à l'ombre d'un grand menhir appelé Pedra Alta.
Le voyageur britannique Arthur de Capell Brooke visite le site en 1830,. Il émet l'hypothèse que le tumulus est d'origine artificielle.Il y recense 90 pierres dressées et soulignant sa similitude avec de monuments visibles en Grande-Bretagne, il en déduit qu'ils doivent être datés de la même période. Fin XIXe siècle, le consul français de Tanger, Charles Tissot, visite à son tour la région et décrit le site dont il donne les premières dimensions. Le site de M'Zora étant situé à proximité de la voie romaine reliant Tingis à Banasa et Volubilis, ces voyageurs, pétris de lettres classiques, assimilent naturellement le tumulus au tombeau d'Antée, terrassé par le demi-dieu Hercule selon la tradition antique initiée par Pindare, reprise par Diodore de Sicile et Strabon, et relayée par Plutarque. Selon cette tradition, le tombeau d'Antée, qui était situé entre Tingis et Lixus, aurait été fouillé par le général romain Sertorius :

« Gabinius, auteur d'une Histoire romaine célèbre, n'a guère su éviter non plus le merveilleux dans ce qu'il dit de la Maurusie, témoin ce prétendu tombeau d'Antée qu'il signale dans le voisinage de Lynx et ce squelette long de 60 coudées, que Sertorius aurait exhumé, puis enterré de nouveau; »

— Strabon, Géographie, XVII, III,8

« Sertorius défit Paccianus, le tua, et ayant forcé son armée de se joindre à la sienne, il prit d'assaut la ville de Tingis, où Ascalis s'était réfugié avec ses frères. C'est là, disent les Africains, qu'Antée est enterré. Sertorius, qui n'ajoutait pas foi à ce que les Barbares disaient de la grandeur énorme de ce géant, fit ouvrir son tombeau, où il trouva, dit-on, un corps de soixante coudées. Étonné d'une taille si monstrueuse, il immola des victimes, fit recouvrir avec soin le tombeau, augmenta ainsi le respect qu'on portait à ce géant, et accrédita les bruits qui couraient sur son compte. »

— Plutarque, Vie Parallèles, Sertorius, 9
En 1932, Henry Koehler donne une description précise du site, la dernière connue avant les fouilles de Montalban, et il est le premier à signaler la présence d'une industrie lithique (silex) assez abondante à proximité du site. Les premières fouilles ne seront engagées qu'en 1935-1936 par l'archéologue espagnol Cesar Luis de Montalban, fouilles interrompues et restées inédites par l'incarcération de celui-ci durant la guerre civile espagnole. Ces fouilles endommagèrent considérablement le site, désormais entaillé de deux profondes tranchées toujours visibles aujourd'hui. Selon Miquel Tarradell, qui livre en 1952 une relation scientifique indirecte de ces fouilles, Montalban n'y recueillit aucun matériel archéologique. Entre 1970 et 1976, une équipe franco-maroco-américaine réalise le premier relevé intégral du site mais ce relevé est entaché de nombreuses imprécisions et inexactitudes. Influencés par les travaux d'Alexander Thom alors très en vogue, les fouilleurs concluent à une interprétation astronomique du monument. En 1979-1980 puis en 1998, le site est de nouveau fouillé par une équipe franco-marocaine.
Désormais, le site est placé sous la protection de l'antenne tangéroise de l'Inspection des monuments historiques.

## Description
Le monument s'élève à 118 m d'altitude sur une coupe gréseuse. Il se compose d'une enceinte mégalithique délimitée par 176 pierres dressées ou renversées d'une hauteur moyenne de 1,50 m, mais cinq pierres sont de taille nettement plus grandes, dont la plus haute, surnommée El Uted (« le piquet » en arabe) atteint 5,34 m de hauteur. Au centre de l'enceinte ainsi délimitée, s'élève un tumulus circulaire d'environ 55 m de diamètre, atteignant environ 6 m de hauteur au centre, ce tumulus étant lui-même ceinturé par un parement externe constitué d'un muret en pierres équarries, en calcaire, sur cinq rangs, d'une hauteur totale de 1,50 m. Trois groupes de pierres dressées sont visibles au nord et au nord-est du monument principal dans un rayon d'environ 100 m.

### L'enceinte mégalithique
Les pierres dressées dessinent une ellipse de 56 m sur 59 m dont l'axe principal est orienté est-ouest. Les pierres utilisées ont été extraites d'un banc de grès tendre affleurant à environ 150 m au sud du monument. Ces pierres sont de trois types : des blocs à section rectangulaire de 0,50 à 0,80 m d'épaisseur extraits bruts et bouchardés sur les arêtes, des blocs de section sub-quadrangulaire de 0,70 à 1 m d'épaisseur avec une seule face plane restée brute et des blocs de section ronde ou ovale de 1 à 2 m de diamètre bouchardés sur toutes les faces. La plupart des blocs ont été étêtés de façon volontaire (au ciseau métallique) ou accidentelle, seuls 80 d'entre eux comportent encore leur partie sommitale intacte (pointue, plane ou arrondie).

### Le tumulus
Il a été très fortement endommagé par les fouilles de Montalban qui ont consisté à y creuser deux tranchées en croix de 5 à 6 m de large et à complètement décaper le quart sud-est du tumulus révélant une partie de ses aménagements internes. Au nord, le tumulus comporte une structure de blocage interne pratiquement parallèle au parement externe. Au centre, un alignement de dallettes sur chant, trois structures tabulaires et une dépression circulaire sont désormais visibles. Cette dépression circulaire pourrait correspondre à l'emplacement de la chambre funéraire,  ciste ou dolmen, découverte par Montalban, dont les éléments furent dispersés par la suite. Il est possible que l'une des deux tranchées creusées par Montalban était destinée à retrouver un hypothétique couloir d'accès à la chambre funéraire, couloir dont l'entrée extérieure aurait été signalée par El Uted. La masse du tumulus demeurée en place est constituée d'une accumulation en vrac de pierrailles (petits blocs de grès), d'argile et de sable dans laquelle on peut distinguer de nombreux silex taillés datés de l'Épipaléolithique.

### Groupes satellites
Toutes les pierres des groupes satellites du monument principal sont renversées et leur nombre a diminué depuis les premières observations, deux groupes mentionnés au nord ont désormais totalement disparus. Les blocs utilisés sont de même nature que ceux de l'enceinte principale. Contrairement aux descriptions données par les premiers auteurs européens, leur disposition en cercles adventices au monument principal n'est pas avérée, les pierres encore visibles étant disposées selon des segments rectilignes d'une quinzaine de mètres de longueur, orientés est-ouest et nord-sud.

## Datation et interprétation
L'enceinte mégalithique a été installée sur l'emplacement ou à proximité d'un habitat épipaléolithique antérieur. Les pierres proviennent d'une extraction locale très proche et elles ont été plus ou moins régularisées par bouchardage avec des outils en pierre. L'utilisation conjointe du monument central et des groupes de pierre satellites dans un but astronomique n'est pas exclue mais n'est pas démontrée non plus. A tout le moins, après la construction du tumulus, tout système de visée associant l'enceinte et les pierres extérieures fut désormais impossible.
A une époque plus tardive (utilisation d'outils en métal pour régulariser les pierres de parement), un tumulus fut édifié au centre de l'enceinte. Il renfermait une tombe centrale en pierre, peut-être précédée d'un couloir d'accès. Plusieurs pierres de l'enceinte furent étêtées probablement à cette même période, peut-être pour des considérations esthétiques. Par la suite, l'ensemble ainsi constitué subit différents dommages (récupération de pierres du parement, renversement des pierres de l'enceinte, érosion du tumulus). Il n'est d'ailleurs pas exclu que les pierres des groupes satellites correspondent à d'anciens éléments internes au tumulus qui auraient été retirés lors de fouilles antérieures et entassés en périphérie.
En ce qui concerne l'enceinte mégalithique, son caractère unique au Maroc, son isolement en dehors de tout autre contexte mégalithique, la pratique de fouilles antérieures non documentées et l'absence de tout matériel archéologique connu en relation avec le site en complexifient la datation. Toutefois, des parentés architecturales entre le monument de M'zora et des enceintes mégalithiques étudiées dans la péninsule ibérique (Almendres, Portela de Mogos, Vila di Bispo, Amantas) incitent à penser que l'enceinte de M'zora aurait pu être édifiée au Néolithique moyen. En ce qui concerne le tumulus, des comparaisons chronologiques avec des monuments similaires dans la région sont possibles et une datation du monument autour du IVe siècle av. J.-C. est plausible,. Il pourrait ainsi correspondre au tombeau d'un personnage au statut social élevé, probablement un roi maure, dont le souvenir se serait indirectement transmis par les légendes évoquées dans les sources littéraires antiques.